# (10361) Bunsen
(10361) Bunsen – planetoida z grupy pasa głównego asteroid okrążająca Słońce w ciągu 3,47 lat w średniej odległości 2,29 j.a. Odkrył ją Eric Walter Elst 12 sierpnia 1994 roku w Obserwatorium La Silla. Nazwa planetoidy pochodzi od Roberta Bunsena (1811–1899) – niemieckiego chemika.